# كينجي كوباياشي
كينجي كوباياشي (باليابانية: 小林健二؛ بالكانا: こばやし けんじ) هو لاعب شوغي ‏ ياباني، ولد في 31 مارس 1957 في تاكاماتسو في اليابان.